# Ebrei lituani
Ebrei lituani o Litvak sono ebrei con radici e discendenza dal Granducato di Lituania (odierne Lituania, Bielorussia, Ucraina, e la regione nordorientale di Suwałki in Polonia). Il termine viene a volte usato, specialmente in Israele, per comprendere tutti quegli ebrei ortodossi che seguono lo stile di vita e cultura "lituane" (aschenaziti e non-chassidici), qualunque sia la loro estrazione etnica.
La Lituania storicamente era la regione di residenza di una grande e influente comunità ebraica, che fu quasi interamente eliminata durante l'Olocausto. Solo a Vilnius, per esempio, prima della seconda guerra mondiale c'erano circa 110 sinagoghe e 10 yeshivot. Prima della seconda guerra mondiale la popolazione ebraica lituana ammontava a circa 160.000 persone, oltre il 7% della popolazione totale. Vilnius (allora chiamata Wilno durante la Seconda Repubblica di Polonia) aveva una comunità ebraica di circa 100.000 residenti, approssimativamente il 45% del totale della città. Il censimento del 2005 in Lituania ha registrato circa 4.000 ebrei. Esistono ancora notevoli comunità di ebrei di discendenza lituana nel mondo, specialmente in Israele, Stati Uniti, Sudafrica, Argentina, Brasile e Australia. Citando la ricerca effettuata dallo scrittore H.G. Adler (1910–1988) sulla Polonia durante la seconda guerra mondiale e intitolata Theresienstadt 1941-1945, c'erano "80.000 ebrei arruolati nell'esercito indipendente della Polonia prima dell'invasione tedesca e che si identificavano come ebrei lituani". Utilizzando differenti fonti, i ricercatori della Shoah affermano che ci fossero tra 60.000-65.000 soldati ebrei nell'esercito polacco indipendente che si identificavano come ebrei lituani.

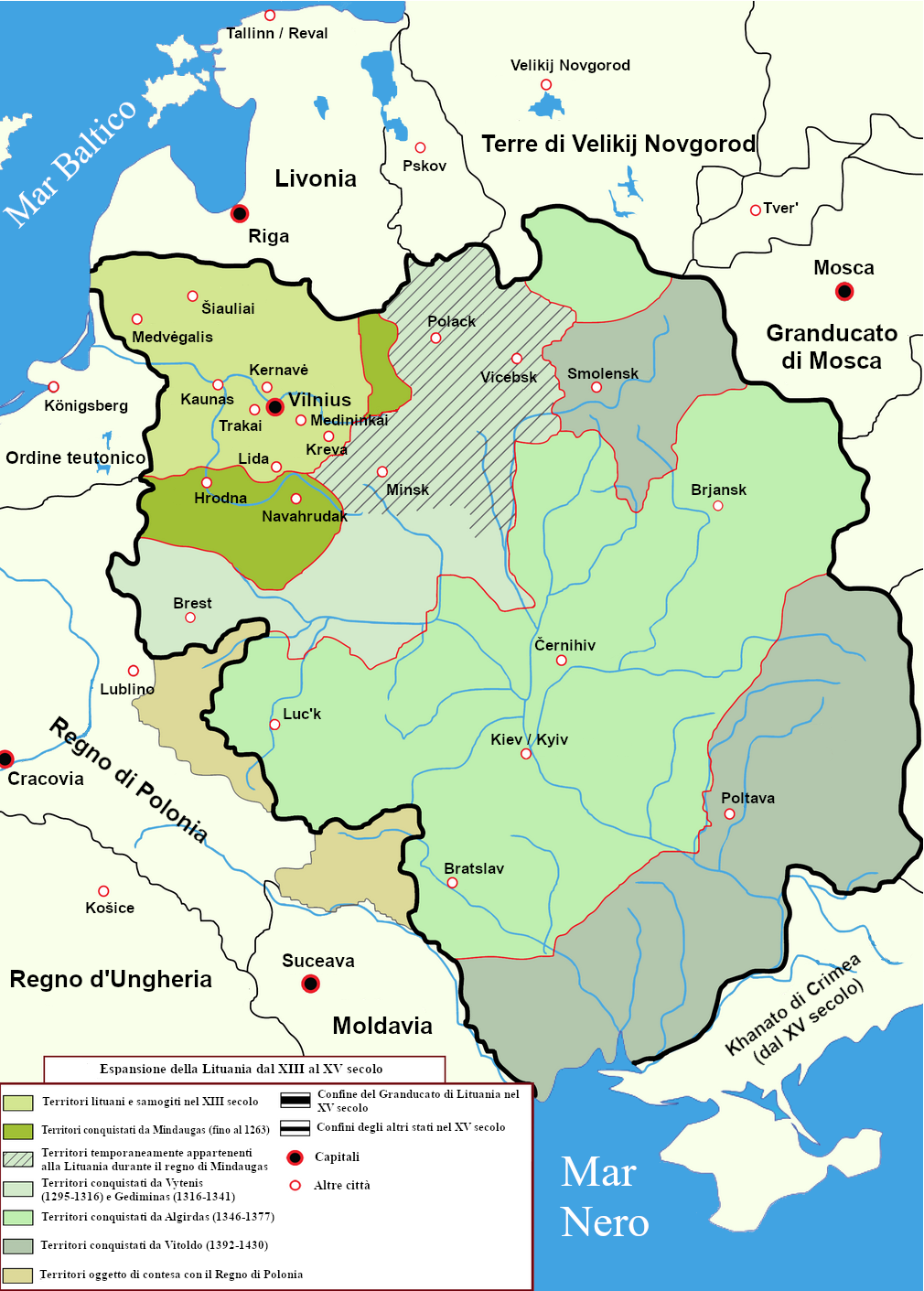
Il Granducato di Lituania, XIII-XV secolo

## Etimologia
L'aggettivo Litvish significa "lituano": il nome dell'ebreo lituano è Litvak. Il termine "Litvak" si origina da "Litwak", termine polacco che denota "un uomo della Lituania", che però smise di essere usato prima del XIX secolo, per essere ripreso verso il 1880 nel senso più stretto di "ebreo lituano".
Tra i dialetti yiddish d'Europa, il Litvishe Yiddish (yiddish lituano) era quello parlato dagli ebrei in Lituania, Bielorussia, Lettonia, Estonia e nella regione Suwałki della Polonia nordoccidentale.
Tuttavia, in seguito alla controversia tra chassidim e misnagdim, in cui le accademia lituane accademie figuravano come il cuore dell'opposizione al chassidismo, l'appellativo "lituano" arrivò ad avere la connotazione di Ebraismo misnagdico (non-chassidico) in generale, e di essere utilizzato per tutti gli ebrei che seguivano le tradizioni delle grandi yeshivah lituane, sia che i loro antenati provenissero o meno dalla Lituania. Nel moderno Stato d'Israele, Lita'im (lituani) è spesso utilizzato per tutti gli ebrei haredi che non sono chassidim (e non haredi sefarditi). Altre espressioni utilizzate per questo scopo sono Yeshivish e Misnagdim. Entrambe le parole Litvishe e Lita'im sono leggermente fuorvianti, perché esistono anche gli ebrei chassidici della Lituania e molti ebrei lituani che non sono haredim. Il termine Misnagdim ("opponenti"), d'altra parte è un po' datato, perché l'opposizione tra i due gruppi ha perso molta della sua importanza. Anche Yeshivishe è problematico perché gli chassidim ora frequentano le yeshivah tanto quanto gli ebrei Litvishe.

## Etnia, tradizioni religiose e retaggio

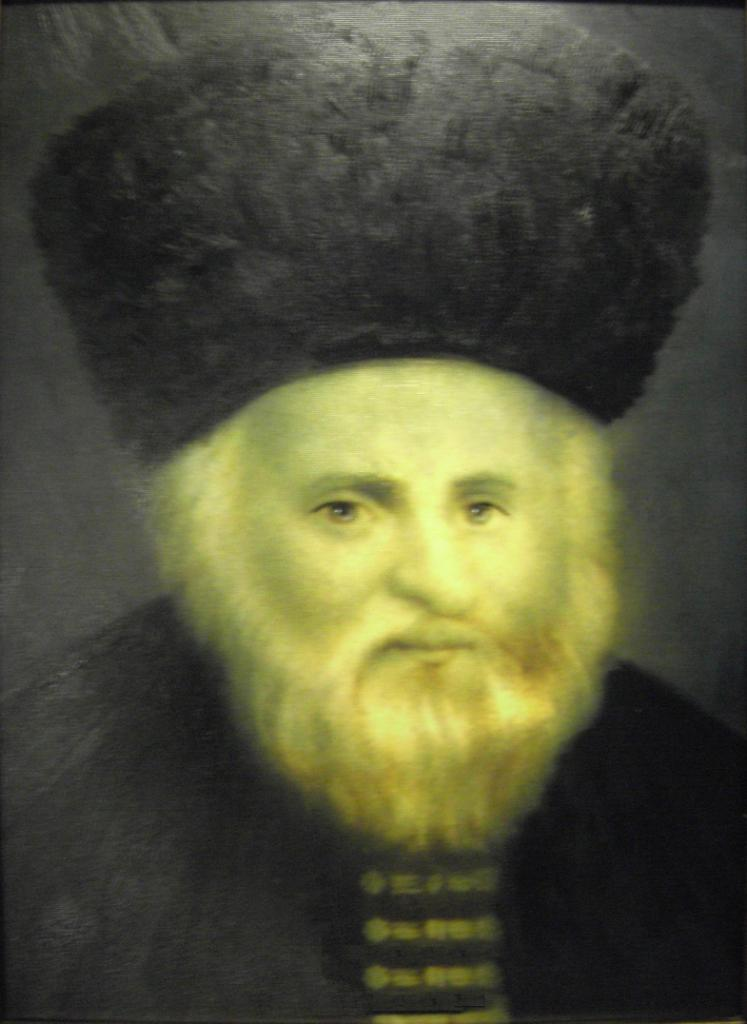
Il Gaon di Vilna

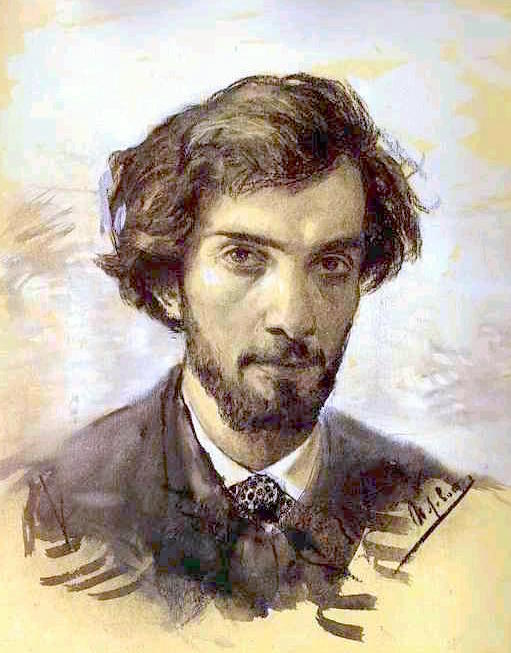
Isaac Levitan

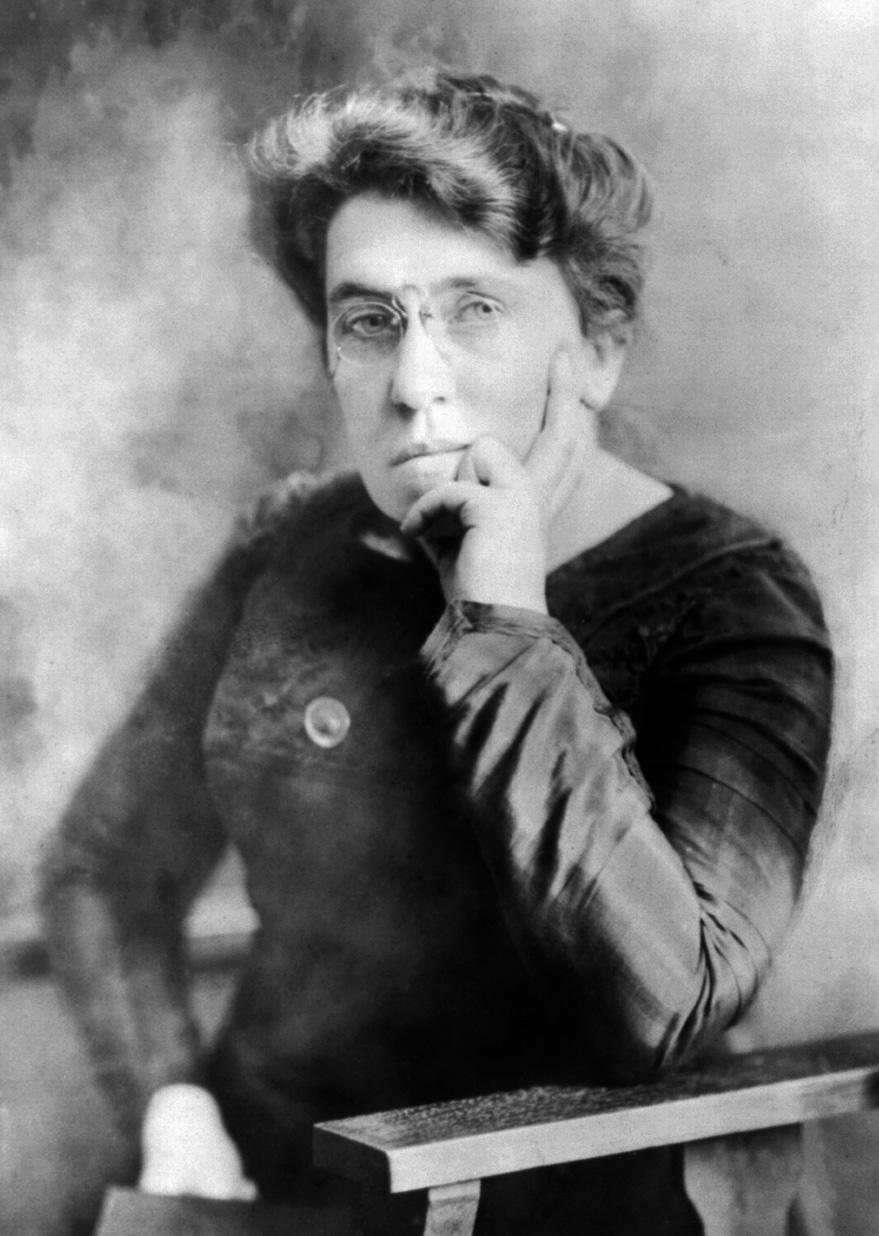
Emma Goldman

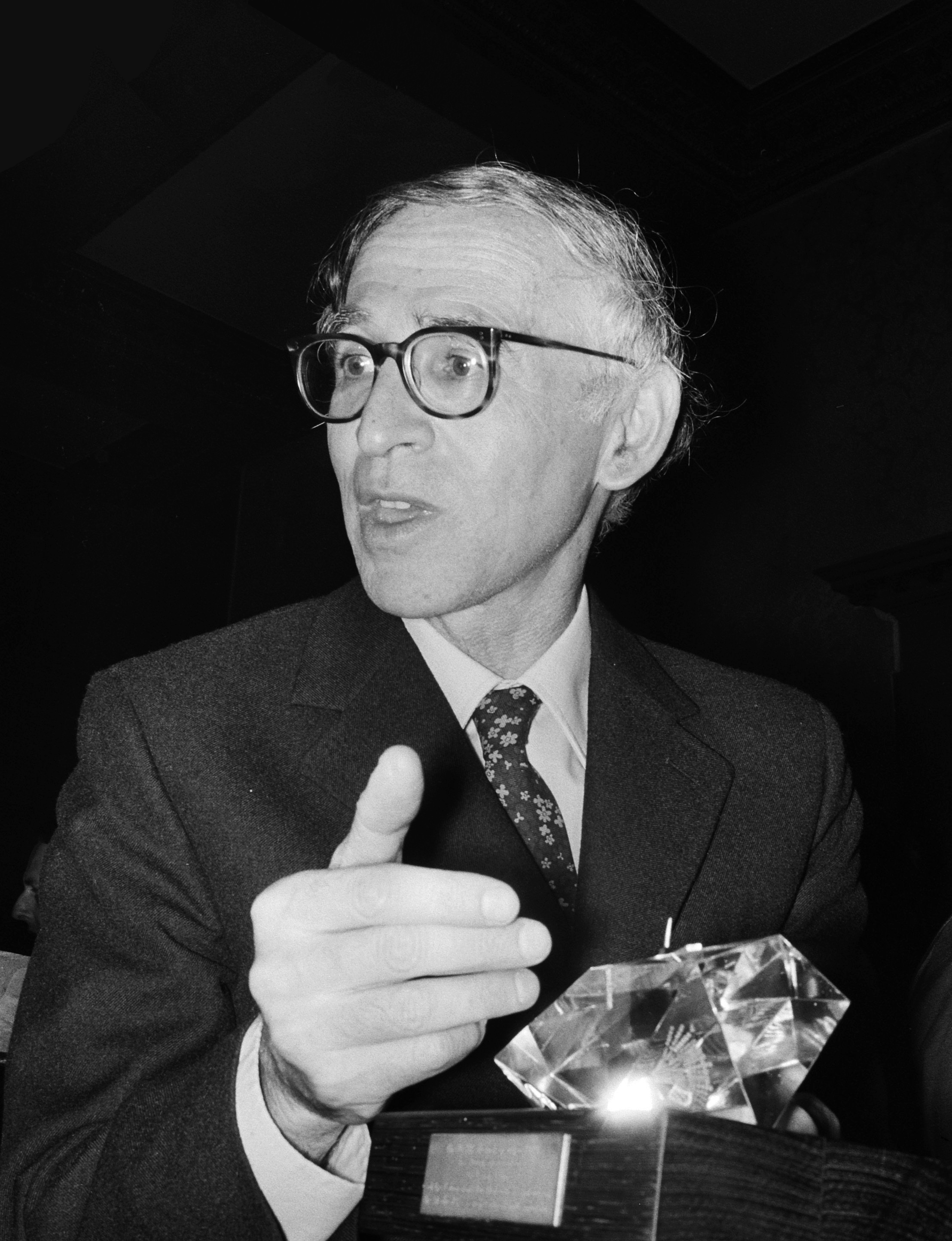
Aaron Klug

L'approccio tipicamente "lituano" all'Ebraismo è stato caratterizzato da una concentrazione sullo studio altamente intellettuale del Talmud. La Lituania divenne il cuore dell'opposizione tradizionalista al Chassidismo. Sebbene di inferiorità numerica e chiamati "misnagdim" dai chassidim, i lituani credevano che il loro standard di Ebraismo rabbinico precedesse il Chassidismo e fosse l'Ebraismo originale. Le differenze tra i due gruppi crebbe talmente che nella percezione popolare "lituano" e "misnagdim" divennero termini praticamente intercambiabili. Tuttavia, una minoranza considerevole di ebrei lituani apparteneva a gruppi chassidici, tra cui Chabad, Slonim, Karlin (Pinsk) e Koidanov. Con la diffusione dell'Illuminismo, molti ebrei lituani divennero devoti del movimento della Haskalah (Illuminismo ebraico) in Europa orientale, desiderando fortemente una migliore integrazione nella società europea: oggi molti importanti accademici, scienziati e filosofi sono di origine ebraica lituana.
L'istituzione di istruzione ebraica lituana più famosa fu la Yeshivah di Volozhin, che servì da modello per la maggior parte di altre yeshivah successive. Le yeshivah lituane esistenti a tutt'oggi includono quelle di Ponevezh (ora in Israele), Telshe (ora negli USA), Mir (ora a Gerusalemme), Kelm e Slabodka (originariamente vicino a Kaunas, ora a Hebron). Come studio teorico del Talmud, le principali autorità lituane sono state Chaim Soloveitchik e le scuole della dinastia Brisk/Soloveitchik; approcci rivali sono stati quelli delle yeshivah di Mir e Telshe. Nella Halakhah pratica, i lituani tradizionalmente hanno seguito l'Aruch HaShulchan (riedizione moderna dello Shulchan Aruch), sebbene oggi le yeshivah lituane preferiscano la Mishnah Berurah, che è considerata sia più analitica che più accessibile.
Nel XIX secolo gli aschenaziti ortodossi che risiedevano in Terra santa erano generalmente divisi in Chassidim e Perushim, che erano ebrei lituani influenzati dal Gaon di Vilna. Per questa ragione, nel moderno linguaggio comune israeliano haredi i termini Litvak (nome) o Litvisher (aggettivo), o in ebraico Litaim, sono spesso usati impropriamente ad includere qualsiasi persona o istituzione aschenazita haredi non chassidica. Un altro motivo per tale ampliamento del termine è il fatto che molte delle yeshivah haredi israeliane (esterne allo chassidismo) sono enti successori delle famose yeshivah lituane, nonostante i membri attuali possano o meno essere discendenti del popolo ebreo lituano. In verità sia la consistenza etnica che le tradizioni religiose delle comunità misnagdim sono alquanto diverse.

## Storia
Gli ebrei probabilmente cominciarono a vivere in Lituania già nell'VIII secolo. Nel 1388 venne loro concesso da Vitoldo un Atto Costitutivo, in base al quale formavano una classe di cittadini liberi soggetti in tutti i casi penali direttamente alla giurisdizione del granduca e dei suoi rappresentanti ufficiali, e nelle infrazioni minori alla giurisdizione dei funzionari locali in condizioni di parità coi nobili minori (gli szlachta), i boiardi e gli altri liberi cittadini. Come risultato, la comunità prosperò.
Nel 1495 furono espulsi da Alessandro Jagellone, ma fatti rientrare nel 1503. Lo statuto lituano del 1566 mise una quantità di restrizioni contro gli ebrei e impose le sumptuariae leges, incluso l'obbligo di indossare abiti speciali, tra cui i berretti gialli per gli uomini e i veli gialli per le donne.
La rivolta di Khmelnytsky distrusse le istituzioni ebraiche lituane esistenti fino ad allora. Nonostante ciò, le "popolazioni" ebraiche della Lituania crebbero da circa 120.000 persone nel 1569 ad approssimativamente 250.000 nel 1792. Dopo la Seconda divisione della Polonia nel 1793, gli ebrei lituani vennero assoggettati all'Impero russo.

## Olocausto
La popolazione ebraica lituana prima della seconda guerra mondiale ammontava a circa 220.000 persone. Durante l'occupazione tedesca dal giugno 1941 al marzo 1945, il regime nazista ha effettuato l'Olocausto in Lituania: 206.800 ebrei furono uccisi dai nazisti e dai loro collaboratori lituani. La maggioranza degli ebrei fu portata nei boschi per essere fucilata dentro a fosse comuni che le vittime stesse si dovettero scavare. Tra le esecuzioni più infami si ricordano quella del bosco di Paneriai (Massacro di Ponary) e di Kaunas (Massacro di Kaunas al Nono Forte).

## Cultura
I Litvak hanno un loro modo identificabile di pronunciare l'ebraico e lo yiddish; ciò viene spesso utilizzato per determinare i confini della Lita (area di stanziamento dei Litvak). La sua caratteristica principale è la pronuncia vocalica holam.
Nella percezione popolare, i Litvak sono stati considerati più intellettuali e stoici rispetto ai loro rivali, gli ebrei della Galizia (Galitzianer), che li consideravano distanti e insensibili. A loro volta, i Litvak disprezzavano i Galitzianer come irrazionali e senza istruzione. Tali divergenze si originavano naturalmente dal dibattito chassidico/mitnagdico, coi chassidim considerati più emotivi e spontanei nelle loro espressioni religiose. I due gruppi differivano non solo nelle rispettive attitudini e pronunce linguistiche, ma anche nella cucina ebraica. I Galitzianer erano noti per i loro piatti ricchi, molto zuccherati, in contrasto alla più semplice e saporita versione Litvisher, con il famoso "gefilte fish" nel mezzo: se pepato era Litvak, se zuccherato era Galitzianer.

## Genetica
La popolazione ebraica lituana sembra esibisca un "effetto genetico del fondatore". L'utilità di queste variazioni è stata oggetto di dibattito. Una variante, che è implicata nella ipercolesterolemia famigliare, è stata datata al XIV secolo, che corrisponde alla creazione di insediamenti in risposta all'invito formulato da Vitoldo il Grande nel 1388. Un tasso relativamente alto di distonia a torsione idiopatica ad esordio precoce nella popolazione è stato inoltre individuato come eventualmente derivante dall'effetto del fondatore.

## Ebrei in Lituania oggi
Interesse tra i discendenti degli ebrei lituani ha stimolato il turismo e un rinnovamento nel campo della ricerca e della conservazione delle risorse e dei beni storici della comunità. Un numero crescente di ebrei lituani si interessano ad imparare e praticare l'uso dello yiddish.
L'inizio del XXI secolo è stato segnato da conflitti tra i membri di Chabad-Lubavitch e i leader laici. Nel 2005, il Rabbino Capo Sholom Ber Krinsky è stato fisicamente rimosso dalla Sinagoga da due uomini assoldati dal capo laico della comunità, che ha poi nominato un nuovo Rabbino Capo. Gli ebrei sono al livello più alto di istruzione tra i gruppi etnici in Lituania: 45,6% di ebrei lituani avevano ricevuto istruzione universitaria nel 2001 (mentre la percentuale dei lituani con istruzione universitaria era del 22,6%).